# Fanny Madeline
Pour les articles homonymes, voir Madeline.
Fanny Madeline est une historienne française, spécialiste du Moyen Âge.

## Biographie
Diplômée de l'université Paris I Sorbonne, elle y soutient sa thèse en 2009. Elle enseigne ensuite l’histoire à l'université de Paris Est-Créteil, Paris I et Marne-la-Vallée.
Elle est l’auteur de travaux de recherche sur la genèse médiévale des États modernes, ainsi que sur le passage du pouvoir féodal au pouvoir monarchique. Elle est notamment l’auteur d’un ouvrage intitulé La politique de construction des Plantagenêt et la formation d'un territoire politique (1154-1216), dont le but est d’étudier le « renforcement du pouvoir territorial et de la formation d’un territoire politique » à travers la politique de construction de monuments par les premiers Plantagenêts.
Elle est membre du comité de rédaction de la revue Médiévales et fait également partie du bureau de l'International Medieval Society de Paris.
Elle est intervenue dans différentes émissions consacrées à l’histoire médiévale, notamment sur France Culture, ainsi qu’en tant que conférencière lors de l’édition 2015 des Rendez-vous de l'histoire.

## Publications
- Les Plantagenêt et leur empire : Construire un territoire politique, Rennes, Presses Universitaires de Rennes (PUR), coll. « Histoire », 2014, 368 p. (ISBN 978-2-7535-3494-0)
- Histoire dessinée de la France t. 7 : Croisades et Cathédrales : D'Aliénor à Saint Louis, bande dessinée illustrée par Daniel Casanave, La Découverte et La Revue dessinée, 2019  (ISBN 979-10-92530-46-9).